# Zamasp
Zamasp ou Jāmāsp (mort vers 530/540) est un roi sassanide ayant régné de 497 à 499.

## Règne
Il est mis sur le trône par les nobles qui avaient renversé et emprisonné son frère Kavadh Ier, jugé trop favorable aux idées subversives des mazdékites. Kavadh Ier trouve alors refuge auprès des Huns Hephatlites ; fort de leur soutien et de celui du noble Sukhra Suren, il effectue son retour et pousse Zamasp à l'abdication en sa faveur.

## Postérité
Zamasp est à l'origine de la lignée des princes de Tabaristan avec son descendant direct par son fils Narseh, Gīl Gawbāra, prince du Gilan (647-660), fondateur des dynasties locales des Dabwaïhides (660-766) et des Baduspanides, qui adoptent l'islam et règnent de 660 à 1597.